# Aderinsola Habib Eseola
Aderinsola Habib Eseola, ukr. Адерінсола Хабіб Есеола (ur. 28 czerwca 1991 w Żytomierzu) – ukraiński piłkarz pochodzenia nigeryjskiego (po ojcu), grający na pozycji napastnika.

## Kariera piłkarska

### Kariera klubowa
Wychowanek klubów Polissia Żytomierz i Arsenał Kijów, barwy których bronił w juniorskich mistrzostwach Ukrainy (DJuFL). 4 kwietnia 2009 rozpoczął karierę piłkarską w CSKA Kijów, a latem 2009 został zaproszony do Dynama Kijów, ale występował jedynie w składzie rezerw. Latem 2010 wyjechał do Włoch, gdzie następnie bronił barw klubów Virtus Soverato Calcio,
HinterReggio Calcio, US Vibonese Calcio i Polisportiva Isola Capo Rizzuto. W styczniu 2015 wrócił do Ukrainy, ale dopiero 25 lipca został piłkarzem Desny Czernihów. Podczas przerwy zimowej sezonu 2015/16 przeniósł się do FK Ołeksandrija. W lipcu 2016 przeszedł do Arsenału Kijów, a 30 stycznia 2017 podpisał kontrakt z Zirką Kropywnycki. Od 1 września do końca 2017 roku grał na zasadach wypożyczenia w Arsenale Kijów. 25 stycznia 2018 został wypożyczony do Akżajyka Orał. 6 czerwca 2018 podpisał kontrakt z Kajratem Ałmaty.

### Kariera reprezentacyjna
W 2006 występował w juniorskiej reprezentacji Ukrainy.